# Rabah Saâdane
Rabah Saâdane (Batna, 3 maggio 1946) è un ex calciatore e allenatore di calcio algerino, di ruolo difensore.

## Carriera

### Giocatore
La carriera calcistica di Saâdane iniziò in patria, con l'MSP Batna, precedentemente conosciuto come AS Batna, il quarto club più antico d'Algeria, ove giocò in prima squadra sebbene avesse ancora l'età per giocare nelle giovanili. Passò in seguito per  MO Constantine, JS El Biar e USM Blida. Nel 1971 ebbe la sua prima esperienza all'estero, allo Stade Rennais, rimanendovi una sola stagione; dopo essere tornato in Algeria, subì un grave infortunio a causa di un incidente automobilistico e si vide costretto a ritirarsi dall'attività, appena ventisettenne.

### Allenatore
Nel 1979 aveva ricevuto l'incarico di allenare la Nazionale algerina Under-20 durante il campionato del mondo Under-20 1979; portò la selezione ai quarti di finale, venendo eliminato dai futuri campioni dell'Argentina under 20. Detto risultato lo portò ad allenare la Nazionale olimpica durante Mosca 1980; ancora una volta, la squadra cedette ai quarti di finale, stavolta alla Jugoslavia. Nel 1981 assunse l'incarico di commissario tecnico della Nazionale maggiore, condividendo la panchina con Rogov e Maouche e facendo parte dello staff tecnico che seguì la selezione durante Spagna 1982. Quattro anni dopo, però, fu il tecnico che guidò la squadra alla qualificazione al campionato del mondo 1986, al termine del quale si classificò all'ultimo posto nel suo girone.
Allenò dunque il Raja Casablanca, in Marocco, portandolo alla vittoria della CAF Champions League nel 1989; tale titolo fu il primo vinto dal club a livello internazionale. L'anno precedente aveva guidato la società alla conquista del suo primo titolo nazionale. Dopo aver allenato in Tunisia l'Étoile du Sahel, torna a vincere un titolo internazionale con l'ES Sétif, conquistando la Champions League araba nel 2007. In seguito all'esonero di Jean-Michel Cavalli dalla carica di CT della Nazionale algerina, si siede nuovamente sulla panchina della selezione africana, portandola alla qualificazione per Sudafrica 2010 dopo lo spareggio con l'Egitto..
Il 4 settembre 2010 a seguito del pareggio tra la Nazionale algerina e la Tanzania in un incontro valevole per le qualificazioni alla Coppa d'Africa, rassegna le dimissioni.

## Palmarès

### Allenatore

#### Competizioni nazionali
- Campionato marocchino: 1

Raja Casablanca: 1988
- Coppa d'Algeria: 1

USM Alger: 1999
- Campionato algerino: 1

ES Setif: 2007

#### Competizioni internazionali
- CAF Champions League: 1

Raja Casablanca: 1989